# Fabio Cianchetti
Fabio Cianchetti (Bergamo, 22 aprile 1952) è un direttore della fotografia italiano.

## Filmografia
- Come dire..., regia di Gianluca Fumagalli (1983)
- Romance, regia di Massimo Mazzucco (1986)
- Sposi, regia di Pupi Avati, Cesare Bastelli, Felice Farina, Antonio Avati, Luciano Manuzzi e Luciano Emmer (1987)
- A fior di pelle, regia di Gianluca Fumagalli (1987)
- Via Paradiso, regia di Luciano Odorisio (1988)
- I cammelli, regia di Giuseppe Bertolucci (1988)
- Amada mia, regia di Gianpaolo Tescari (1989)
- 12 registi per 12 città, episodio Bologna, regia di Bernardo e Giuseppe Bertolucci (1989)
- Amori in corso, regia di Giuseppe Bertolucci (1989)
- L'amore necessario, regia di Fabio Carpi (1991)
- La camera da letto, regia di Stefano Consiglio e Francesco Dal Bosco (1991)
- I divertimenti della vita privata, regia di Cristina Comencini (1992)
- Sabato italiano, regia di Luciano Manuzzi (1992)
- Sarahsarà, regia di Renzo Martinelli (1994)
- Troppo sole, regia di Giuseppe Bertolucci (1994)
- Blue Line, regia di Antonino Lakshen Sucameli (1996)
- Nel profondo paese straniero, regia di Fabio Carpi (1997)
- L'assedio, regia di Bernardo Bertolucci (1998)
- Viola bacia tutti, regia di Giovanni Veronesi (1998)
- Il guardiano, regia di Egidio Eronico (1999)
- Il dolce rumore della vita, regia di Giuseppe Bertolucci (1999)
- E allora mambo!, regia di Lucio Pellegrini (1999)
- Canone inverso - Making Love, regia di Ricky Tognazzi (2000)
- L'uomo della fortuna, regia di Silvia Saraceno (2000)
- Tandem, regia di Lucio Pellegrini (2000)
- Benzina, regia di Monica Stambrini (2001)
- L'amore probabilmente, regia di Giuseppe Bertolucci (2001)
- Il trionfo dell'amore (The Triumph of Love), regia di Clare Peploe (2001)
- Nobel, regia di Fabio Carpi (2001)
- Pier Paolo Pasolini e la ragione di un sogno, regia di Laura Betti e Paolo Costella (2001)
- Il più bel giorno della mia vita, regia di Cristina Comencini (2002)
- Figli/Hijos, regia di Marco Bechis (2002)
- The Dreamers - I sognatori, regia di Bernardo Bertolucci (2003)
- Le intermittenze del cuore, regia di Fabio Carpi (2003)
- Se devo essere sincera, regia di Davide Ferrario (2004)
- Vaniglia e cioccolato, regia di Ciro Ippolito (2004)
- La tigre e la neve, regia di Roberto Benigni (2005)
- La bestia nel cuore, regia di Cristina Comencini (2005)
- La terra, regia di Sergio Rubini (2006)
- Il fantasma di Corleone, regia di Marco Amenta (2006)
- Go Go Tales, regia di Abel Ferrara (2007)
- Senki, regia di Milčo Mančevski (2007)
- Bianco e nero, regia di Cristina Comencini (2008)
- Il prossimo tuo, regia di Anne Riitta Ciccone (2008)
- Feisbum - Il film (2009)
- Barbarossa, regia di Renzo Martinelli (2009)
- L'uomo nero, regio di Sergio Rubini (2009)
- Tris di donne e abiti nuziali, regia di Vincenzo Terracciano (2009)
- La solitudine dei numeri primi, regia di Saverio Costanzo (2010)
- Terraferma, regia di Emanuele Crialese (2011)
- Tutta colpa della musica, regia di Ricky Tognazzi (2011)
- Io e te, regia di Bernardo Bertolucci (2012)
- L'ultima ruota del carro, regia di Giovanni Veronesi (2013)
- Hungry hearts, regia di Saverio Costanzo (2014)
- Il nome del figlio, regia di Francesca Archibugi (2015)
- Era d'estate, regia di Fiorella Infascelli (2016)
- Dove non ho mai abitato regia di Paolo Franchi (2017)
- Educazione fisica, regia di Stefano Cipani (2022)

### Televisione
- Giulio Cesare (Julius Caesar), regia di Uli Edel (2002)
- La terra del ritorno, regia di Jerry Ciccoritti (2004)
- La provinciale, regia di Pasquale Pozzessere (2006)
- L'arte della gioia, regia di Valeria Golino – miniserie TV (2024)
- Leopardi - Il poeta dell'infinito, regia di Sergio Rubini – miniserie TV (2025)

## Riconoscimenti
- David di Donatello per il miglior direttore della fotografia
  - 1999: candidato - L'assedio
  - 2000: vincitore - Canone inverso - Making Love
  - 2006: candidato - La terra
  - 2011: candidato - La solitudine dei numeri primi
  - 2013: candidato - Io e te
  - 2015: candidato  - Hungry Hearts
  - 2025: candidato  - L'arte della gioia
- Nastro d'argento alla migliore fotografia
  - 2000: candidato - Canone inverso - Making Love
  - 2002: candidato - L'amore probabilmente e Figli/Hijos
  - 2004: candidato - The Dreamers - I sognatori
  - 2006: vincitore - La bestia nel cuore e La tigre e la neve
  - 2007: candidato - La terra
  - 2011: candidato - La solitudine dei numeri primi
  - 2015: candidato  - Hungry Hearts

- Globo d'oro alla miglior fotografia
  - 2004: vincitore - The Dreamers - I sognatori
  - 2011: vincitore - La solitudine dei numeri primi
- Ciak d'oro - miglior fotografia
  - 1990: candidato - Amori in corso
  - 2004: vincitore - The Dreamers - I sognatori[1]
  - 2015: candidato  - Hungry Hearts e Il nome del figlio
- Premio Gianni Di Venanzo - miglior fotografia italiana
  - 2000: vincitore - Canone inverso - Making Love e Il dolce rumore della vita